# Caitlin Wachs
Caitlin Elizabeth Wachs (ur. 15 marca 1989 w Eugene) – amerykańska aktorka, najbardziej znana z ról w serialu Rodzinka z Manhattanu oraz w filmie Kids in America.

## Filmografia
- 2006: Mary Worth jako Mary Worth
- 2005−2006: Pani prezydent (Commander in Chief) jako Rebecca Allen
- 2005: Kids in America jako Katie Carmichael
- 2004: Cracking Up jako Chloe Shackleton
- 2003: Inspektor Gadżet 2 (Inspector Gadget 2) jako Penny
- 2002: Bejsbolista Buddy (Air Bud: Seventh Inning Fetch) jako Andrea Framm
- 2002: Boskie sekrety siostrzanego stowarzyszenia Ya-Ya (Divine Secrets of the Ya-Ya Sisterhood) jako mała Vivi
- 2002–2003: Rodzinka z Manhattanu (Family Affair) jako Sigourney „Sissy” Davis
- 2000: Układ prawie idealny (The Next Best Thing) jako Rachel
- 2000: Mój przyjaciel, Skip (My Dog Skip) jako Rivers Applewhite
- 2000: Trzynaście dni (Thirteen Days) jako Kathy O’Donnell
- 2000: Phantom of the Megaplex jako Karen Riley
- 2000: Buddy, pies na gole (Air Bud: World Pup) jako Andrea Framm
- 1999–2000: Shasta McNasty jako Chloe (gościnnie)
- 1999: Dzielny pies Shiloh 2 (Shiloh 2: Shiloh Season) jako Dara Lynn Preston
- 1999–2001: Asy z klasy (Popular) jako młoda Brooke (gościnnie)
- 1999–2005: Potyczki Amy (Judging Amy) jako Grace Frame (gościnnie)
- 1998: To Have & to Hold jako Anna McGrail
- 1996: Shattered Mind jako Molly
- 1996–2000: Zdarzyło się jutro (Early Edition) jako Annie Anderson (gościnnie)
- 1996–2000: Portret zabójcy (Profiler) jako Chloe Waters nr 1 (1996–1998)
- 1996: Zaginięcie Sary (Race Against Time: The Search for Sarah) jako Amy
- 1996–2000: Kameleon (The Pretender) jako Faith Parker (gościnnie)
- 1995: Disney Sing-Along-Songs: Beach Party at Walt Disney World jako ona sama
- 1990–1996: Bajer z Bel-Air (The Fresh Prince of Bel-Air) jako Penny Jillette (gościnnie)
- 1987: Moda na sukces (The Bold and the Beautiful) jako Bridget Forrester nr 4 (1995)
- 1965: Dni naszego życia (Days of Our Lives) jako Jeannie Donovan nr 3 (1992)